# Kīlauea (Kauaʻi)
Kīlauea ist ein Ort und gleichzeitig ein Census-designated place an der Nordküste der Insel Kauaʻi im US-Bundesstaat Hawaii. Das U.S. Census Bureau hat bei der Volkszählung 2020 eine Einwohnerzahl von 3.014 ermittelt. 
Zwei Kilometer nördlich befindet sich Kīlauea Point, der nördlichste Punkt von Kauai, mit dem Naturschutzgebiet Kīlauea Point National Wildlife Refuge. Bekanntheit erhielt der Ort durch Facebook-Gründer Mark Zuckerberg, der seit 2014 an der Pila’a Beach eine 283 ha große Plantage besitzt. Im März 2021 erwarb er am Larsen's Beach weitere 240 ha Land.

## Geschichte

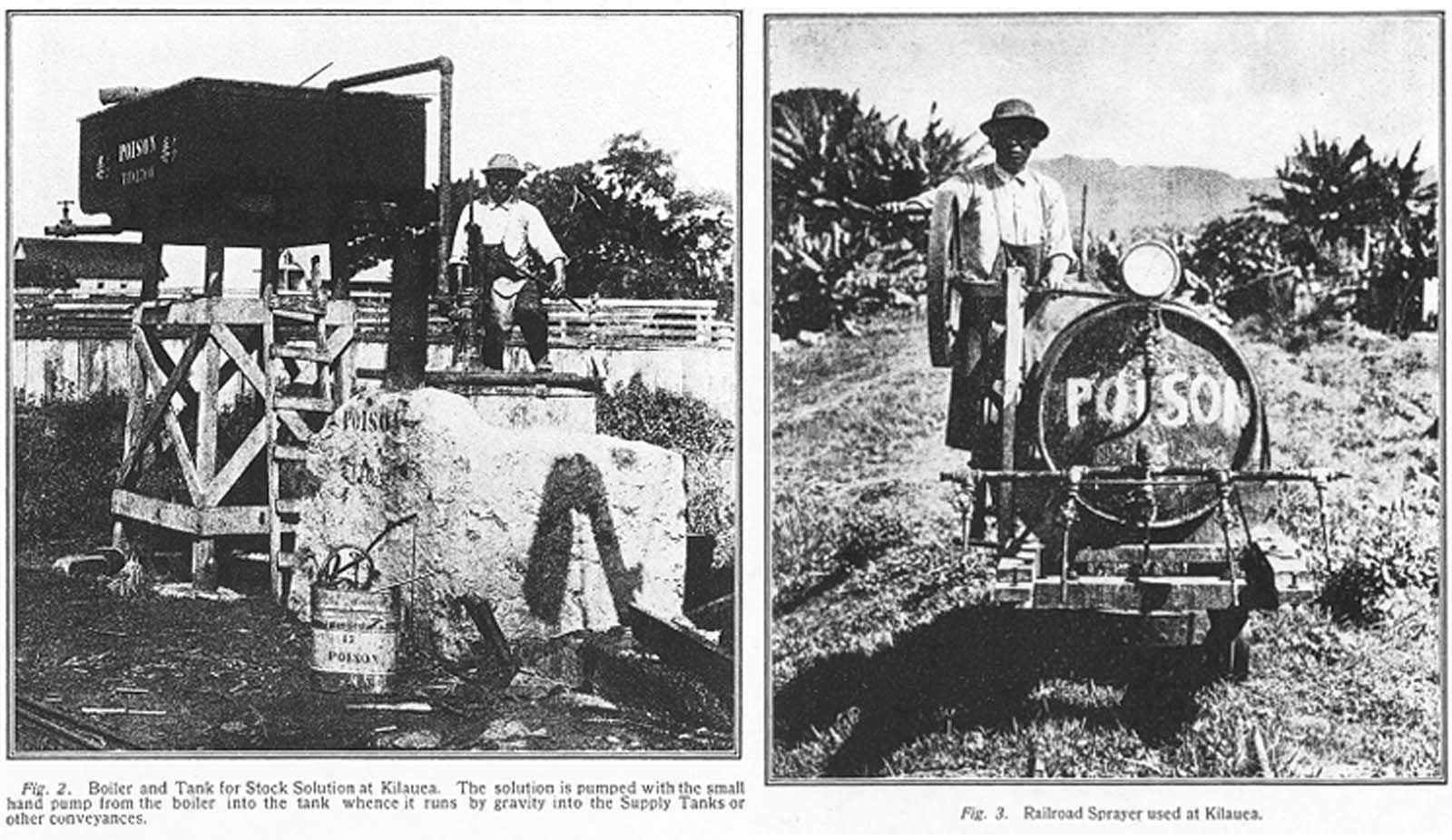
Plantagenarbeiter der Kīlauea Sugar Plantation (1914)

Der Ursprung des Ortes geht auf den ehemaligen Walfänger Charles Titcomb zurück, der hier 1863 rund 3000 Acres Land erwarb und eine Ranch betrieb. 1877 verkaufte er das Land an die Engländer John Ross und E. P. Adams, die 300 Aktien für jeweils 1000 US-Dollar ausgaben, mit der sie die Kīlauea Sugar Company gründeten und eine Zuckerrohrplantage anlegten. Ein Jahr zuvor (1876) hatten die Vereinigten Staaten den Handel mit Hawaii frei gegeben, sodass ein riesiger Absatzmarkt für den Zucker entstand. 1881 wurde die 28 km lange Schmalspurbahn Kilauea Sugar Plantation Railway zur Schiffsanlegestelle eröffnet. 
Im Jahr 1882 erreichten ca. 180 deutsche Einwanderer aus der Umgebung von Bremen die Plantage. Neben dieser Gruppe und einigen Briten wurden vor allem Hawaiier, Chinesen, Japaner, Portugiesen, Koreaner, Philippinos, und Einwanderer aus Kiribati als Arbeitskräfte eingestellt. Zu Anfang wurden die verschiedenen ethnischen Gruppen separat untergebracht, einige Jahrzehnte später verlief die Einteilung der Unterkünfte entsprechend dem Einkommen und Familienstand. Bis zum Ende der 1940er Jahre wurden im Ort rund 200 Wohnhäuser gebaut. Die einfachen Arbeiter und Angestellten lebten an den Hügeln über dem Kīlauea River. Heutzutage sind diese Grundstücke aufgrund der guten Aussicht die wertvollsten. 
Als gegen Ende der 1960er Jahre die US-Umweltschutzbehörde EPA begann, Vorschriften zum Umweltschutz einzuführen, erfolgte der Niedergang der Zuckerindustrie. Die Kosten zur Einhaltung der neuen Bestimmungen waren zu hoch, sodass die Plantage 1971 den Betrieb einstellen musste. Viele der Plantagenarbeiter fanden in der sich entwickelnden Tourismusindustrie in Princeville oder Lihu’e eine neue Anstellung. Die Gebäude der Kilauea Sugar Co. wurden 1993 in das National Register of Historic Places aufgenommen.

## Demographie
Kīlauea zählt 2686 Einwohner, die sich zusammensetzen aus: 67,3 % Weiße, 22,2 % Asiaten, 8,5 % gemischtrassig und 1,8 % Hawaiier und andere Polynesier.